# 1967 год в литературе

## События
- Опубликована антология научной фантастики «Dangerous Visions».
- Сесил Дэй-Льюис избран поэт-лауреатом Великобритании.

## Премии

### Международные
- Нобелевская премия по литературе — Мигель Анхель Астуриас, «За яркое творческое достижение, в основе которого лежит интерес к обычаям и традициям индейцев Латинской Америки».

### Израиль
- Государственная премия Израиля за литературу на иврите — Авраам Шлёнский

### СССР
- Ленинская премия в области литературы:
  - Михаил Светлов, за стихи последних лет
- Государственная премия СССР в области литературы:
  - Ираклий Андроников, за книгу «Лермонтов. Исследования и находки»;
  - Ярослав Смеляков, за цикл стихов «День России»;
  - Мирзда Кемпе, за книгу стихов «Вечность мгновений»
- Премия имени М. Горького:
  - Сергей Крутилин, за роман «Липяги. Из записок сельского учителя»;
  - Борис Ручьев, за поэму «Любава», книги стихов «Красное солнышко» и «Проводы Валентины»;
  - Давид Кугультинов, за книгу стихов «Я твой ровесник»

### США
- Пулитцеровская премия за художественную книгу — Бернард Маламуд, « Мастеровой».
- Пулитцеровская премия за лучшую драму — Эдвард Олби, «Неустойчивое равновесие» (англ. A Delicate Balance).
- Пулитцеровская премия за поэзию — Энн Секстон, сборник стихов «Живи или умри» (англ. Live or Die).

### Франция
- Гонкуровская премия — Андре Пьейр де Мандиарг, «На краю».
- Премия Ренодо — Сальват Этчар, « Мир как он есть» (фр. Le Monde tel qu’il est).
- Премия Фемина — Клер Эчерели, «Элиза, или Настоящая жизнь» (фр. Elise ou la vraie vie).
- Премия Медичи — Клод Симон, «История» (фр. Histoire).

## Книги
- «Архипелаг ГУЛАГ» — книга Александра Солженицына.
- «Зона ужаса» (The Disaster Area) — произведение Джеймса Балларда.
- «Лорд Света» — книга Роджера Желязны.
- «Мой золотой Иерусалим» (англ. Jerusalem the Golden) — книга Маргарет Дрэббл.
- «Перегруженный человек» (англ. The Overloaded Man) — сборник рассказов Джеймса Балларда.

### Романы
- «Бесконечная ночь» (англ. Endless Night) — роман Агаты Кристи.
- «Волшебная лавка игрушек» (англ. The Magic Toyshop) — роман Анджелы Картер.
- «Львы Эльдорадо» (фр. La vermine du lion) — Франсиса Карсака.
- «Принцип оборотня» (англ. The Werewolf Principle) — роман Клиффорда Саймака.
- «Пятница, или Тихоокеанский лимб» (фр. Vendredi ou les Limbes du Pacifique) — роман Мишеля Турнье.
- «Сто лет одиночества» (исп. Cien años de soledad) — роман Габриэля Гарсиа Маркеса.

### Повести
- «Гадкие лебеди» — повесть братьев Стругацких.
- «Крутой маршрут» — повесть Евгении Гинзбург.
- «Кто придёт на „Мариине“» — повесть Игоря Бондаренко.
- «Серебряный герб» — повесть Корнея Чуковского.
- «Сказка о Тройке» — повесть братьев Стругацких.

### Малая проза
- «Вера отцов наших» (англ. Faith of Our Fathers) — рассказ Филипа Киндреда Дика.

### Пьесы
- «Ночная исповедь» — пьеса Алексея Арбузова.
- «Старший сын» — пьеса Александра Вампилова.
- «Утиная охота» — пьеса Александра Вампилова.

## Родились
- 24 января — Андрей Олегович Белянин, писатель-фантаст («Тайный сыск царя Гороха»)
- 22 апреля — Константин Юрьевич Бояндин, писатель-фантаст (цикл Ралион; «Ступени из пепла»)
- 8 февраля — Рейчел Каск, канадско-британская писательница.
- 12 марта — Дженни Эрпенбек, немецкая писательница и режиссёр.
- 16 июня — Мейлис де Керангаль, французская писательница.
- 19 июля — Владимир Каминер, немецкий писатель.
- 12 августа —  Эльчин Абдулрахим оглы Мирзабейли, азербайджанский поэт.
- 21 сентября — Суман Похрел, непальский поэт, переводчик и художник.
- 4 октября — Милош Урбан, чешский писатель, переводчик и редактор.
- 14 ноября — Маркку Паасонен, финский поэт и писатель. Лауреат государственной премии Финляндии в области литературы (2002).

## Умерли
- 8 января — Адинегоро, индонезийский писатель (родился в 1904).
- 8 января — Ильхан Тарус, турецкий писатель (родился в 1907).
- 16 февраля — Коррадо Тумиати, — итальянский писатель, поэт (родился в 1885).
- 10 апреля — Вириату Коррея, бразильский писатель, драматург (род. в 1884).
- 17 апреля — Густав Геденвинд-Эрикссон, шведский писатель
- 4 мая — Митруш Кутели, албанский писатель, поэт, литературный критик, переводчик (род. в 1907).
- 12 сентября — Владимир Бартол (1903—1967), словенский писатель.
- 9 октября — Андре Моруа, французский писатель (родился в 1885).
- 15 октября — Марсель Эме, французский писатель (родился в 1902).
- 17 ноября — Бу Бергман, шведский писатель, поэт, драматург, критик (род. в 1869).
- 19 ноября — Жуан Гимарайнш Роза, бразильский писатель (родился в 1908).
- 4 декабря — Фазыл Ахмед, турецкий писатель, поэт, публицист (род. в 1884).
- 16 декабря — Оскар Геллерт, венгерский поэт (род. в 1882).